# Bałtyk-Karkonosze Tour
El Bałtyk-Karkonosze Tour es una carrera ciclista polaca disputada entre la costa báltica y el macizo de Karkonosze. 
Creada en 1993, fue abierta a los profesionales en 1996. Formó parte del UCI Europe Tour de 2005 a 2009, en categoría 2.2. En 2010, volvió a ser una carrera amateur.

## Palmarés
| Año  | Ganador               | Segundo              | Tercero              |           |
| ---- | --------------------- | -------------------- | -------------------- | --------- |
| 1993 | Radoslav Romanik      | Artur Krasiński      | Tomasz Kłoczko       |           |
| 1994 | Radoslav Romanik      | Jarosław Chojnacki   | Paweł Czopek         |           |
| 1995 | Radoslav Romanik      | Tomasz Kłoczko       | Paweł Czopek         |           |
| 1996 | Radoslav Romanik      | Andrzej Sypytkowski  | Grzegorz Gwiazdowski |           |
| 1997 | Andrzej Sypytkowski   | Jacek Mickiewicz     | Zbigniew Piątek      |           |
| 1998 | Piotr Chmielewski     | Tomasz Kłoczko       | Artur Krasiński      |           |
| 1999 | Raimondas Rumsas      | Piotr Wadecki        | Tomasz Brożyna       |           |
| 2000 | Robert Radosz         | Grzegorz Rosoliński  | Dariusz Skoczylas    |           |
| 2001 | Piotr Przydział       | Radoslav Romanik     | Ondřej Sosenka       |           |
| 2002 | Olexandr Klymenko     | Marcin Sapa          | Radoslav Romanik     |           |
| 2003 | Olexandr Klymenko     | Krzysztof Ciesielski | Sebastian Skiba      |           |
| 2004 | Sławomir Kohut        | Jamie Burrow         | Olexandr Klymenko    |           |
| 2005 | Radoslav Romanik      | Cezary Zamana        | Krzysztof Ciesielski |           |
| 2006 | Bartłomiej Matysiak   | Kazimierz Stafiej    | Krzysztof Miara      |           |
| 2007 | Roman Broniš          | Alexey Kunshin       | Mateusz Mróz         |           |
| 2008 | Radoslav Romanik      | Łukasz Bodnar        | Roman Broniš         |           |
| 2009 | Serguéi Kolésnikov    | Mateusz Mróz         | Mateusz Taciak       |           |
| 2010 | Vladimir Duma         | Artur Przydział      | Patrik Tybor         |           |
| 2011 | Robert Radosz         | Dariusz Baranowski   | Wojciech Ziółkowski  |           |
| 2012 | Nikolay Mihaylov      | Marek Rutkiewicz     | Robert Radosz        |           |
| 2013 | Mateusz Taciak        | Nikolay Mihaylov     | Kamil Gradek         |           |
| 2014 | Christopher Hatz      | Tim Schlichenmaier   | Kamil Zieliński      |           |
| 2015 | Leszek Pluciński      | Mateusz Taciak       | Peter Williams       |           |
| 2016 | Mateusz Taciak        | Maciej Paterski      | Nikolay Mihaylov     |           |
| 2017 | Marek Rutkiewicz      | Vadim Pronskiy       | Adam Stachowiak      |           |
| 2018 | Philipp Walsleben     | Mateusz Taciak       | Paweł Cieślik        |           |
| 2019 | Kamil Małecki         | Attila Valter        | Adam Stachowiak      |           |
| 2020 | Stanisław Aniołkowski | Maciej Paterski      | Adam Stachowiak      |           |
| 2021 | cancelada             | cancelada            | cancelada            | cancelada |

## Palmarés por países
| País      | Victorias |
| --------- | --------- |
| Polonia   | 19        |
| Ucrania   | 3         |
| Alemania  | 2         |
| Lituania  | 1         |
| Eslovenia | 1         |
| Rusia     | 1         |
| Bulgaria  | 1         |